# Triaspis semiareola
Triaspis semiareola är en stekelart som beskrevs av Papp 1999. Triaspis semiareola ingår i släktet Triaspis och familjen bracksteklar. Inga underarter finns listade i Catalogue of Life.